# Orquestra Filarmônica de Dublin
A Orquestra Filarmônica(pt-BR) ou Filarmónica(pt-PT?) de Dublin, é uma orquestra conduzida por Derek Gleeson. Esta orquestra é uma reorganização da Filarmônica de Dublin, que ficou ativa entre a década de 1880 e a década de 1930. A orquestra moderna foi reorganizada por Gleeson em 1997.